# Spencerville (Ohio)
Spencerville – wieś w Stanach Zjednoczonych, w stanie Ohio, w hrabstwie Allen.